# Luis Bagatolli
Luis Alberto Bagatolli (nacido en Río Cuarto, 18 de septiembre de 1966 - 3 de junio de 2022) fue un científico argentino que trabajó en el área de Biofísica. Como investigador principal del Consejo Nacional de Investigaciones Científicas y Técnicas (Conicet) de Argentina  su trabajo se focalizó en la estructura y función de las membranas celulares utilizando, entre otras metodologías experimentales, espectroscopía y microscopía de fluorescencia.    

## Biografía
Luis Bagatolli se gradúa como Licenciado en Química (año 1991) y posteriormente como doctor en Ciencias Químicas (año1995) en la Facultad de Ciencias Químicas de la Universidad Nacional de Córdoba (UNC), Argentina. Durante su período doctoral inicia estudios sobre aspectos biofísicos de interfases lipídicas utilizando técnicas de espectroscopía de fluorescencia (supervisor: Dr. Gerardo Fidelio). Entre los años 1997-2000 trabaja como estudiante postdoctoral en el Laboratory for Fluorescence Dynamics, dirigido por el Dr. Enrico Gratton, donde participa en el desarrollo de una metodología que permite la visualización y caracterización directa de dominios lipídicos en liposomas gigantes utilizando técnicas de microscopía de fluorescencia (confocal y multifotónica). Esta estrategia experimental se termina consolidando posteriormente como una herramienta ampliamente utilizada en el campo de la biofísica de biomembranas. 
A finales del año 2000 retorna a Argentina y luego de un breve período como investigador (asistente) Conicet, se radica en Dinamarca en el año 2002, donde se incorpora como investigador permanente al centro de excelencia MEMPHYS - Center for biomembrane Physics, sito en la Universidad del Sur de Dinamarca (SDU; Odense, Dinamarca). Durante el período 2002-2017 constituye y lidera un grupo de Investigación denominado "Membrane Biophysics and Biophotonics" y obtiene (por concurso) cargos de profesor adjunto (2002-2003), profesor asociado (lektor, 2003-2008), profesor mso (2008-2013) y profesor titular (2013-2017) en el Departamento de Bioquímica y Biología Molecular de la Universidad del Sur de Dinamarca. Durante este período imparte clases en el área de Biofísica y Biofotónica y se desempeña durante el período 2010-2016 como director del centro de microscopías DaMBIC (Danish Molecular Biomedical Imaging Center).
En una estadía sabática durante el año 2014 en la ciudad de Quito, Ecuador, prepara la 1ra edición impresa en español del libro Vida ¿una cuestión de grasas? Una perspectiva desde la biofísica de membranas (2014) en colaboración con el Prof. Dr. Ole G. Mouritsen, la cual da pie a la segunda edición en inglés del libro Life-as a matter of fat: Lipids in a membrane biophysics perspective (2016). La edición impresa en español es enteramente financiada por el gobierno de la Revolución Ciudadana en Ecuador, conducido por el presidente Rafael Correa, a través de la empresa estatal Yachay EP, edición que se distribuye gratuitamente entre distintas universidades de países latinoamericanos tales como Ecuador, Argentina, Uruguay, Chile, México y Cuba, incluyendo también a algunas universidades de España.
A inicios del año 2017, y después de concluir sus actividades científico/académicas en Dinamarca, se radica en Ecuador donde trabaja como científico y profesor visitante bajo financiación del Programa Prometeo, impartiendo clases de biofísica en la Universidad Yachay Tech, Urcuquí, Ecuador. Allí completa además la edición electrónica del libro Vida ¿una cuestión de grasas? Una perspectiva desde la biofísica de membranas (2017), versión gratuita que puede descargarse libremente en el siguiente link "Bagatolli-Mouritsen_Vida ¿una cuestión de grasas?". 
En octubre del año 2017 Bagatolli se reincorpora al sistema científico Argentino como investigador Principal del Conicet, estableciendo su grupo de investigación en el Instituto de Investigación Médica Mercedes y Martín Ferreyra, sito en la ciudad de Córdoba. En el año 2019 obtiene por concurso un cargo de Profesor Asociado en el Departamento de Química Biológica Ranwel Caputto de la Facultad de Ciencias Químicas, Universidad Nacional de Córdoba, cargo que actualmente posee. En un estudio publicado en octubre de 2020 en la revista PLoS Biol su nombre integra la lista de los 100.000 científicos más citados del mundo en diversos campos de la ciencia. Además de conducir su grupo de investigación, Bagatolli se desempeñó  (desde septiembre de 2020 hasta diciembre de 2021) como director (interino) del Instituto de Investigación Médica Mercedes y Martín Ferreyra.

## Actividades de investigación

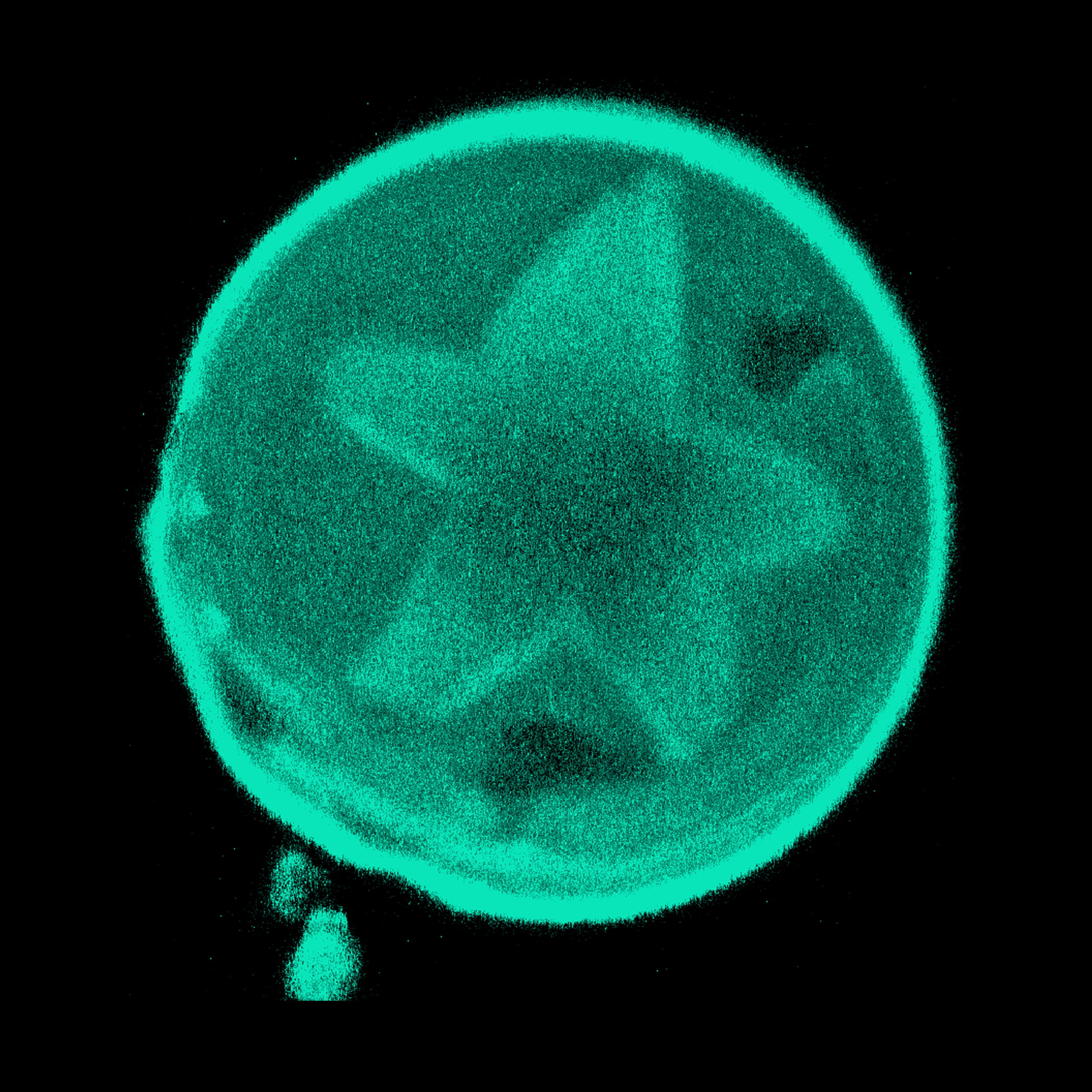
Imagen de una vesícula gigante obtenida por microscopía de fluorescencia. La forma de estrella corresponde a una región que posee una composición distintiva de lípidos respecto al entorno.

Luis Bagatolli ha trabajado más de 25 años en aspectos biofísicos de membranas biológicas (estructura y dinámica). En la actualidad sus tópicos de investigación están relacionados con aspectos fisicoquímicos de sistemas celulares, particularmente aspectos relacionados con el impacto del hacinamiento molecular y el confinamiento espacial que acontece en el interior celular sobre estructuras membranosas cuando se produce actividad biológica. Esta tema de investigación se desarrolla en el contexto de una teoría coloidal alternativa que explica los sistemas celulares llamada "Hipótesis de Asociación-Inducción", la cual fue introducida por Gilbert Ling en 1962. Un resumen breve  de estas ideas puede encontrarse en el siguiente artículo de diseminación titulado "La célula como un gel"  o alternativamente en mayor profundidad en un artículo de revisión publicado recientemente por su grupo. Bagatolli ha escrito numerosos artículos científicos, incluyendo artículos de revisión y capítulos de libros sobre aspectos estructurales y dinámicos de membranas lipídicas, incluyendo interacciones lípido-lípido y lípido-proteína en membranas de distinta composición (p. ej. mezclas sintéticas de lípidos, extractos lipídicos de membranas naturales y membranas biológicas naturales tales como el surfactante pulmonar y las membranas lipídicas del stratum corneum de la piel). 
Más información sobre su curriculum vitae, incluyendo lista de publicaciones, se puede consultar el siguiente link: Bagatolli_CV

## Publicaciones
Selección de algunas de sus publicaciones (revisiones; la lista completa con su impacto se puede consultar en Google Scholar): 
- L.A. Bagatolli and R.P. Stock. 2021. “Lipid, membranes, colloids and cells. A long view” Biochim. Biophys. Acta – Biomembranes 1863:183684; doi: https://doi.org/10.1016/j.bbamem.2021.183684.
- L.A. Bagatolli. A. Mangiarotti and R.P. Stock. 2020."Cellular metabolism and colloids: realistically linking physiology and biological physical chemistry" Progress in Biophysics and Molecular Biology 162:79-88.
- L.A. Bagatolli, R.P. Stock and L.F. Olsen. 2019. Coupled response of membrane hydration with oscillating metabolism in live cells: an alternative way to modulate structural aspects of biological membranes? Biomolecules, 9(11), 687.
- Mouritsen O.G. and Bagatolli L.A. 2015. "Lipid domains in model membranes: a brief historical perspective" Essays in Biochemistry 57:1-19..
- Bagatolli L.A. and Mouritsen O.G. 2013. "Is the fluid mosaic (and the accompanying raft hypothesis) a suitable model to describe fundamental features of biological membranes? What may be missing?" Front. Plant Sci. 4:457.
- Bagatolli L.A., Ipsen J.H., Simonsen A.C., Mouritsen O.G., 2010, “An outlook on organization of lipids in membranes: searching for a realistic connection with the organization of biological membranes” Prog. Lip. Research 49(4):378-89.
- Bagatolli L.A. 2006 “To see or not to see: lateral organization of biological membranes and fluorescence microscopy” Biochim Biophys Acta 1758:1541-1556.